# M 5 (MSBS)

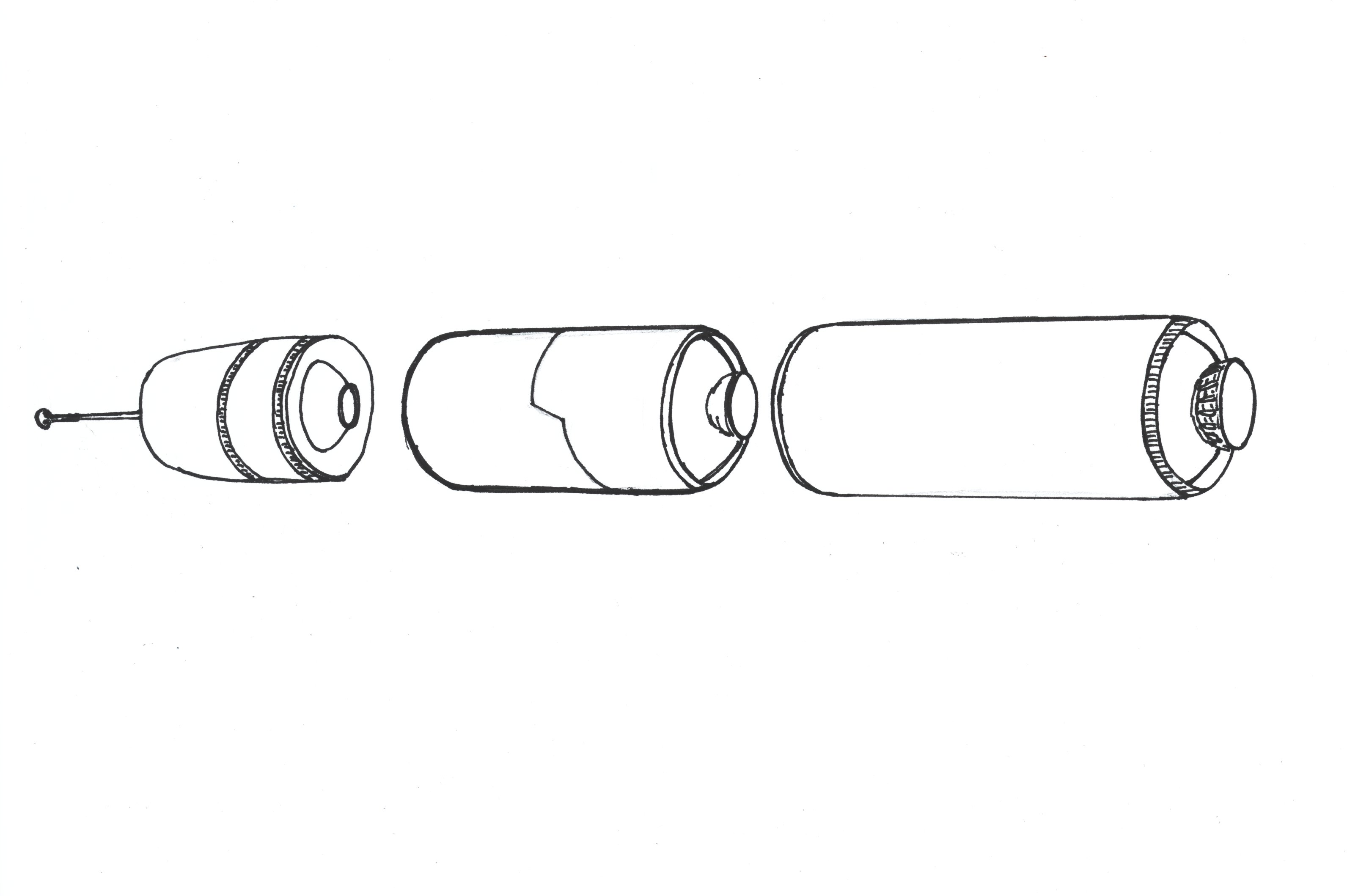
Missile M5

M 5 war eine geplante auf U-Booten stationierte Interkontinentalrakete der französischen Marine. Die Atomrakete hatte eine geplante Reichweite von 11.000 km und sollte von den Atom-U-Booten der Triomphant-Klasse eingesetzt werden. Die Rakete war als Nachfolger der M 4 und M 45 vorgesehen. Aus Kostengründen wurden die Leistungen des Entwurfes verringert. Das Ergebnis der Kostenoptimierung war die preiswertere und leistungsschwächere M 51.
Die M 5 war lediglich ein Entwurf. Die billigere M51 wurde am 9. November 2006 erstmals gestartet. Der Test war erfolgreich.